# Hipólito Gómez de las Roces
Hipólito Gómez de las Roces Pinilla (Nava, Asturias, 1932) es un político y abogado español.

## Biografía
Licenciado en Derecho por la Universidad Complutense de Madrid. Perteneció al Cuerpo Jurídico Militar y abogado del Estado.
Del 29 de marzo de 1974 al 28 de enero de 1976 y del 8 de febrero de 1976 al 21 de abril de 1977 fue presidente de la Diputación Provincial de Zaragoza.
Se presentó a las elecciones generales de 1977 encabezando la Candidatura Aragonesa Independiente de Centro, que obtuvo representación en ambas cámaras. En diciembre de ese mismo año fundó el Partido Aragonés Regionalista (PAR), del que fue presidente hasta que presentó la renuncia al tomar posesión de la presidencia de la Comunidad Autónoma de Aragón. En 1979 fue reelegido diputado al Congreso como candidato del PAR dentro de Coalición Popular. Repitió en 1982 y en 1986, pero en ambas legislaturas como cabeza de lista del PAR. El 2 de julio de 1987 renunció a su escaño en el Congreso para incorporarse a las Cortes de Aragón como diputado electo.

### Presidente de la Diputación General de Aragón (1987-1991)
Ese mismo mes fue elegido como segundo presidente de la Diputación General de Aragón tras contar con los votos de Alianza Popular (12) y el PAR (19) en su investidura. El Centro Democrático y Social (CDS) —con seis diputados— se abstuvo ya que candidato Juan Monserrat había sido elegido presidente de las Cortes Aragonesas por unanimidad, pero con los votos en contra del PSOE (27) e IU (1).
Gómez de las Roces formó un gobierno monocolor (a pesar de las exigencias de AP de formar parte del gobierno) lo que ocasionaría no poco problemas a lo largo de toda la II Legislatura. En 1989, tras la firma de un pacto de gobierno, nombra a dos consejeros del Partido Popular: Santiago Lanzuela y José Urbieta.
Durante su presidencia se eligió a Emilio Gastón como primer justicia de Aragón. Continuaron las obras del edificio Pignatelli cuyo director, el arquitecto Saturnino Cisneros fue cesado al dispararse los costes muy por encima de las previsiones. A lo largo de la II Legislatura, se aprobó el salario de inserción social y la Ley de Espacios Protegidos; se elaboró la Ley de Cajas y se investigaron las cuentas de la nueva Feria de Muestras de la capital aragonesa; se constituyeron el Servicio Aragonés de Salud, el Consejo Económico y Social y el Instituto Aragonés del Medio Ambiente. Se construyeron 45 centros de Salud y 32 residencias de la tercera edad, se creó la Red de Bibliotecas Públicas y la Biblioteca de Aragón en Zaragoza.
La promoción turística del territorio aragonés fue una de las preocupaciones del ejecutivo; innivación artificial, candidatura de la ciudad de Jaca para la organización de los Juegos Olímpicos de Invierno de 1998 (Jaca 98), o las campañas «Aragón, sí» y «Aragón por todos los caminos». Resaltar además como grandes proyectos e infraestructuras los regadíos y la apertura del Canfranc (los proyectos del túnel de Somport y la autovía Somport-Sagunto) y la inauguración de la primera autovía que tuvo Aragón la que une a Zaragoza con Madrid (A-2), la cual costó más de 75 000 millones de pesetas. Para finalizar se retomó el viejo proyecto de crear una televisión autonómica.

### Vida posterior tras su retirada de la política
Es colaborador habitual de El Periódico de Aragón en cuyas páginas escribe todos los domingos su artículo de opinión.
El 20 de mayo de 2015 volvió a aparecer en la vida política.
El 27 de octubre de 2022 recibió un homenaje en la presentación del libro "Aragonés por elección", donde se recogen artículos que destacan la importancia de Hipólito Gómez de las Roces en la historia autonómica de Aragón.

## Reconocimientos y distinciones
- Medalla de Oro de la Provincia de Zaragoza,[1]
- Medalla de Oro del Ayuntamiento de Zaragoza.[1]
- Medalla de Aragón de la Diputación General de Aragón.[1]
- Hijo Adoptivo de Monegrillo, FarIete, Leciñena, Perdiguera, La Almolda y Bujaraloz, como reconocimiento a la llevanza a dichos municipios del agua de boca.[1]
- Hijo Adoptivo de Valpalmas.[1]
- Premio El Batallador 1976.[1]
- Medalla del Mérito Constitucional.[1][4]

| Predecesor: Ricardo Malumbres Logroño     | Presidente de la Diputación Provincial de Zaragoza 29 de marzo de 1974 - 28 de enero de 1976   | Sucesor: Gaspar Castellano y de Gastón |
| Predecesor: Gaspar Castellano y de Gastón | Presidente de la Diputación Provincial de Zaragoza 08 de febrero de 1976 - 21 de abril de 1977 | Sucesor: Gaspar Castellano y de Gastón |
| Predecesor: Santiago Marraco              | Presidente del Gobierno de Aragón 1987-1991                                                    | Sucesor: Emilio Eiroa                  |